# Transnationalism
Transnationalisering är processer som leder till att relationer i olika former i större utsträckning kan ske över olika nationsgränser. Begreppet transnationalism kan kategoriseras in i olika delar, som hänvisar till olika typer av relationer, dessa är exempelvis politiska, kulturella eller ekonomiska relationer. Till skillnad från begreppet internationalisering som även innefattar stater så syftar begreppet transnationalisering även på kontakter som berör icke-statliga aktörer som exempelvis kyrkor, företag, intresseorganisationer, privatpersoner med flera.

## Olika typer av transnationalism
Som nämnt tidigare finns det olika typer av transnationalism. Ekonomisk transnationalism är flödet av bland annat pengar och teknologi över landgränser. Sociokulturell hänvisar till flöden av sociala och kulturella idéer och politisk transnationalism beskriver bland annat hur människor som flyttat från ett land till ett annat fortsätter vara politiskt aktiva i länderna de kommer från. Transnationalism kan alltså ses som en benämning på rörelser av kulturer, kapital och människor över nationsgränser. Denna process kan ses som bidragande och verkställande av globalisering. Transnationalisering binder samman olika länder och tvingar ledande parter i världen att se utöver sina egna nationella intressen och ha flera olika perspektiv i åtanke.

### Sociokulturell transnationalism
Det finns ännu en kategori inom transnationalism som kallas för socio-kulturell eller immigrant-transnationalism som hänvisar till hur kulturella och sociala idéer och värderingar förs över landgränser av individer som flyttat från sitt hemland. Dessa interaktioner kan ske i olika former, allt mellan telefonsamtal till släktingar och vänner som bor kvar till entreprenörer som fortsätter driva företag i sina hemländer efter att de flyttat därifrån. Enligt Alvaro Lima, Director of Research vid Boston Planning and Development Agency i USA, bidrar sådana interaktioner till mångkulturella samhällen. Transnationalism behandlar effekter av fler nationstillhörigheter och dubbla medborgarskap, såsom multipla lojaliteter. Enligt Riva Kastoryano, forskare vid SciencesPo, utgör EU ett transnationellt område där nationella, minoritets- och majoritetsidentiteter interagerar.

## Processer som bidrar till transnationalism
Det finns flera olika faktorer och processer som bidrar till transnationaliseringen i världen. Exempelvis företag vars huvudkontor inte längre befinner sig i deras ursprungsland och därmed inte har en nationell hemmamarknad utan bedriver sin verksamhet i flera olika länder. Dessa typer av företag benämns som transnationella eller multinationella företag, som exempelvis Nestlé eller Coca Cola. Ytterligare exempel på processer som bidrar till fenomenet transnationalisering är gränsöverskridande avtal som rör företagande mellan olika nationer som exempelvis avtal inom EU om gränsöverskridande personuppgiftsbehandling. Samt digitaliseringen av samhället som tillåter människor från olika delar av världen att kommunicera med varandra, och utvecklade transportmöjligheter som gör det lättare att resa mellan olika delar av världen och som gör att idéer därmed lättare kan förmedlas över landgränserna.